# Petunia axillaris
Espèce
Classification APG III (2009)
 Petunia axillaris est une espèce de plante de la famille des Solanaceae et du genre Petunia. Elle est indigène à la région tempérée de l'Amérique du Sud. La plante a des 3-7 cm fleurs blanches qui sont les seules fleurs blanches du genre Petunia. C'est l'une des espèces de l'hybride P. axillaris x P. integrifolia qui fait pousser souvent dans les jardins.

## Sous-espèces
P. axillaris a trois sous-espèces : P. a. axillaris, P. a. parodii, et P. a. subandina. P. a. axillaris et P. a. parodii sont trouvés sur la Pampa. Par contre, P. a. subandina est indigène sur les hautes terres près de la cordillère des Andes.